# Yesugei
Yesügei Baator Khan (ᠶᠢᠰᠦᠭᠡᠢ in mongolo; 1134 – 1171) è stato un generale e condottiero mongolo, figlio di Bartan Baator, e padre di Gengis Khan. È chiamato anche Yesugei Baghatur.

## Vita
Nipote di Kabul Khan, conquistò le vicine tribù tatare, e aiutò Toghril Khan ad prendere il sopravvento sui fratelli nella tribù dei Keraiti. Successivamente, rapì Hoelun, moglie di Chiledu dei Merkit, e ne fece la sua seconda sposa.
Quando Temujin, primogenito di Hoelun, compì nove anni, Yesugei lo portò nella tribù amica degli Ongirrat, il cui capo, Seichen Dei, diede la figlia Börte in sposa al figlio. Durante il viaggio di ritorno, però, si fece ospitare da una tribù, i quali, a sua insaputa, erano in realtà i Tatari, che lo avvelenarono vendicandosi del torto subito per mano di lui stesso anni prima, il giorno in cui nacque Temujin stesso: Yesugei, infatti, aveva ucciso il loro capo Temujin, un grande guerriero.
Alla sua morte, Taigutei, appartenente al clan dei Taichiti, rivali dei Borjigin, usurpò la guida dei Mongoli, e le due mogli di Yesugei, Hoelun e Sudjigel, furono costrette a vivere in povertà insieme a tutti i loro figli.
Per diritto di discendenza era un condottiero del clan Borjigin della tribù dei Kiyad, Mongoli praticanti il cristianesimo nestoriano.

## Discendenze
Con Hoelun ebbe 5 figli:
- Temujin, poi Gengis Khan
- Djuci Khasar, o Qasar
- Khadjiun
- Temüge, il minore
- Temulin, l'unica femmina, futura moglie di Butu Khan degli Ikeres

Con la seconda moglie Sudjigel Eke ebbe invece 2 figli:
- Begter, poi assassinato da Temujin
- Belgutei